# Berufsrecht
Unter Berufsrecht werden diejenigen Rechtsvorschriften verstanden, die Zugang und Berufsausübung der freien Berufe regeln.

### Allgemein
- Standesrecht
- Standesregeln

### Berufsgruppen (Deutschland)
- Bundesrechtsanwaltsordnung (BRAO)
- Bundesnotarordnung (BNotO)
- Patentanwaltsordnung (PAO)
- Steuerberatungsgesetz (StBerG)
- Wirtschaftsprüferordnung (WPO)
- Approbationsordnungen für Heilberufe